# New Glenn
Die New Glenn ist eine in Erprobung befindliche zweistufige Schwerlast-Trägerrakete des US-amerikanischen Raumfahrtunternehmens Blue Origin. Sie soll teilweise wiederverwendbar sein und für unbemannte wie bemannte Missionen eingesetzt werden. Die Rakete ist nach John Glenn benannt, dem ersten US-amerikanischen Astronauten in einer Erdumlaufbahn. Finanziert wird die mehrere Milliarden US-Dollar teure Entwicklung mit Privatmitteln des Amazon- und Blue-Origin-Gründers Jeff Bezos. Die erste New Glenn startete erfolgreich am 16. Januar 2025.

## Einsatzprofil
Blue Origin bewirbt die Rakete als Transportmittel für Personen wie für Fracht. Letzteres bezieht sich vor allem auf die Beförderung von Satelliten in eine Erdumlaufbahn, aber es werden auch Missionen zum Mond angestrebt. Angedeutet wurde auch eine Nutzung für den Weltraumtourismus. Neben kommerziellen Anwendungen plant Blue Origin eine Zertifizierung der Rakete für militärische Missionen.
Die maximale Nutzlast ist mit 45 Tonnen für erdnahe Umlaufbahnen und „über 13“ Tonnen für geostationäre Transferbahnen angegeben. Diese Zahlen beziehen sich auf eine teilweise wiederverwendbare Konfiguration. Anders als der Konkurrent SpaceX bietet Blue Origin keine Einwegverwendung für größere Nutzlasten an.

## Aufbau
Die New Glenn soll zunächst aus zwei Stufen bestehen; eine dreistufige Variante ist in Planung. Die Erststufe soll nach dem Einsatz aufrecht landen können (propulsive landing) und 25-mal wiederverwendbar sein. Zunächst ist allerdings nur eine 12-fache Verwendung geplant. Mit etwa 98 Metern Höhe und 7 Metern Durchmesser ist bereits die zweistufige New Glenn eine der größten jemals gebauten Raketen.
Die Motoren für alle Stufen entwickelte Blue Origin selbst. Die erste Stufe verfügt über sieben BE-4-Triebwerke mit insgesamt 16.800 kN Schub. Als Treibstoff dient verflüssigtes Methan und als Oxidator Flüssigsauerstoff. Das BE-4 arbeitet mit sauerstoffreicher Verbrennung im Hauptstromverfahren (oxygen-rich staged combustion cycle), einer ursprünglich in Russland entwickelten Triebwerkstechnologie (vgl. RD-170). Es wird auch als Motor für die Vulcan-Rakete der United Launch Alliance (ULA) verwendet, was zur Amortisierung der Entwicklungskosten beiträgt. Das BE-4 soll 100-mal wiederverwendbar sein.
Die zweite Stufe besitzt zwei BE-3U-Motoren, die mit flüssigem Wasserstoff und Sauerstoff betrieben werden. Für die dritte Stufe ist ein einzelnes BE-3U vorgesehen. Es handelt sich dabei um eine Vakuum-Version des 490 kN starken BE-3-Triebwerks der Touristenrakete New Shepard.
Mittels einer Doppelstartvorrichtung sollen zwei Nutzlasten übereinander transportiert werden können.

## Produktions- und Starteinrichtungen
Blue Origin bemühte sich im Jahr 2013 um eine Anmietung des Startkomplexes 39A am Kennedy Space Center (KSC) in Florida. Von dort starteten bereits die Apollo-Missionen zum Mond und die meisten Space-Shuttle-Flüge, sodass die Einrichtung schon für bemannte Missionen ausgelegt war. Den Zuschlag erhielt jedoch der Konkurrent SpaceX. Daraufhin mietete Blue Origin die Startkomplexe LC-36 und LC-11 der benachbarten Cape Canaveral Air Force Station an. Die vorhandenen Vorrichtungen am LC-36 zum Start von Atlas-Raketen wurden vollständig abgebrochen und durch eine neue Startanlage ersetzt. Am direkt angrenzenden LC-11 sollte ein Prüfstand für die Raketenmotoren entstehen; diesen Plan gab Blue Origin jedoch auf.
Etwa 15 Kilometer nordwestlich, nahe dem KSC-Besucherzentrum, errichtete das Unternehmen eine 750.000 Quadratmeter große Fabrik für die Raketenfertigung. Neben der Fabrik entstanden auch das Missions-Kontrollzentrum und eine Anlage zur Wiederaufbereitung der Raketen-Erststufen. In Huntsville (Alabama) wurde eine Fabrik für die BE-4-Triebwerke gebaut.
Für stark geneigte Umlaufbahnen ist ein zweiter Startplatz auf der Vandenberg Space Force Base geplant.
Landungen der Erststufe sollen auf einer schwimmenden Plattform etwa 1000 km vor der Küste erfolgen. Hierzu erwarb Blue Origin zunächst das Spezialschiff Stena Freighter, eine ehemalige RoRo-Fähre. Es wurde – nach Jeff Bezos’ Mutter – in Jacklyn umbenannt und sollte zur Landeplattform umgerüstet werden. Jedoch gab das Unternehmen diesen Plan wieder auf und ließ stattdessen in Rumänien und Frankreich ein neues Landeschiff gleichen Namens bauen.

## Entwicklungsgeschichte
Blue Origin arbeitete bereits in den frühen 2010er Jahren an einer Orbitalrakete mit wiederverwendbarer Erststufe. Sie sollte ein „bikonisches“ (doppelkegelförmiges) Raumschiff mit Astronauten oder Fracht in eine Erdumlaufbahn bringen. 2011 begann die Entwicklung des Haupttriebwerks.
Blue Origin ist dafür bekannt, im Verborgenen zu arbeiten und neue Produkte erst vorzustellen, wenn das Design feststeht. So wurde das BE-4 erst 2014 – gemeinsam mit ULA – angekündigt. Über den geplanten Fabrikneubau am Cape Canaveral informierte Jeff Bezos 2015. Name und Konzept der New Glenn wurden schließlich im September 2016 vorgestellt.
2017 begann der Test des BE-4-Triebwerks. Für etwa Anfang 2018 wurde der Baubeginn der ersten Rakete angekündigt. Danach verzögerte sich jedoch die Fertigstellung des BE-4 wegen Problemen mit dessen Treibstoffpumpe.

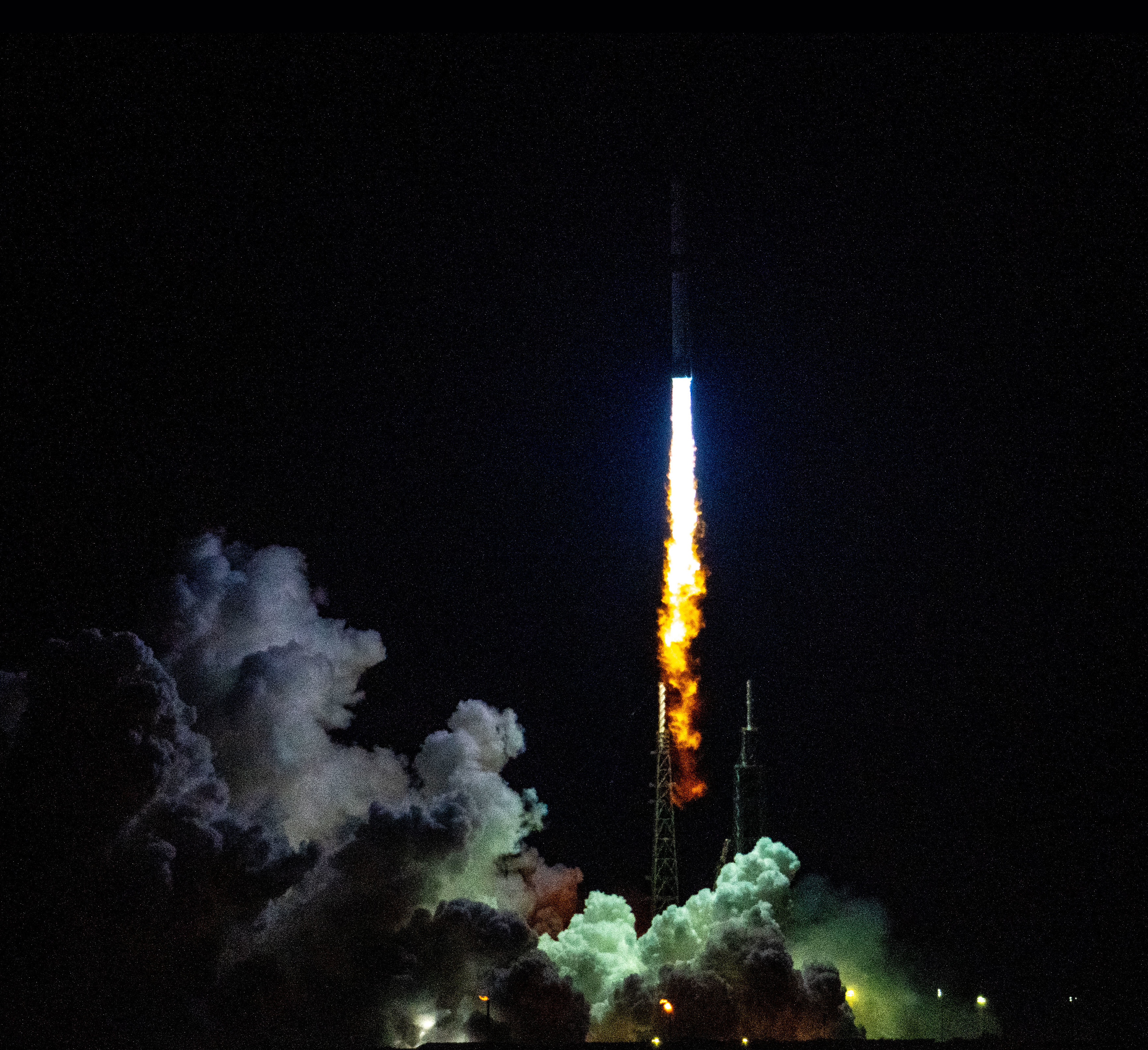
Start der ersten New Glenn am 16. Januar 2025

Um den ursprünglich für das vierte Quartal 2020 geplanten Erstflugtermin einhalten zu können, wurde Anfang 2018 die Motorkonfiguration für die zweite Stufe geändert. Statt einer Vakuumversion des BE-4 (BE-4U) werden zwei BE-3U eingesetzt. Die Entwicklung dieses Triebwerks war bereits weiter fortgeschritten. Der Erstflug verschob sich dennoch mehrfach und fand schließlich am 16. Januar 2025 statt. Dabei erreichte die zweite Raketenstufe die geplante Erdumlaufbahn. Der Landeversuch der Erststufe schlug hingegen fehl, weil die Zündung der Triebwerke für das nötige Abbremsmanöver nicht funktionierte. Blue Origin hatte zunächst die NASA als Kunden für den Erstflug gewinnen können, welche die Escapade-Marssonden mit dieser Rakete starten wollte. Wegen des unzuverlässigen Starttermins gab die NASA diesen Plan jedoch im September 2024 wieder auf.

## Technische Daten
Daten – soweit nicht anders angegeben – gemäß Payload User's Guide, Revision C vom Oktober 2018. Die Höhe der gesamte Rakete wurde damals mit 96 Metern angegeben; heute nennt Blue Origin 98 Meter.
|                   | Erste Stufe                      | Zweite Stufe                     | Nutzlastsektion                  |
| ----------------- | -------------------------------- | -------------------------------- | -------------------------------- |
| Höhe              | ca. 57,5 m                       | ca. 16,1 / 23,4 m 1              | ca. 21,9 m Nutzlast max. 18,5 m  |
| Höhe              | ca. 98 m                         |                                  |                                  |
| Durchmesser       | 7 m                              | 7 m                              | 7 m Nutzlast max. 6,35 m         |
| Triebwerke        | 7 × BE-4                         | 2 × BE-3U                        |                                  |
| Schub, Drosselung | 16.800 kN 45–100 %               | 1.420 kN 88–100 %                |                                  |
| Treibstoff        | Flüssigmethan                    | Flüssigwasserstoff               |                                  |
| Oxidator          | Flüssigsauerstoff                | Flüssigsauerstoff                |                                  |
| Nutzlast          | max. 45 t (LEO) max. >13 t (GTO) | max. 45 t (LEO) max. >13 t (GTO) | max. 45 t (LEO) max. >13 t (GTO) |

## Startliste

### Erfolgte Starts
Stand: 15. August 2025
| Flug Nr. | Datum (UTC)         | Startplatz  | Nutzlast             | Art der Nutzlast       | Orbit 1 | Anmerkungen                                                 |
| -------- | ------------------- | ----------- | -------------------- | ---------------------- | ------- | ----------------------------------------------------------- |
| NG‑1     | 16. Jan. 2025 07:03 | CCSFS LC-36 | Blue Ring Pathfinder | Satellitenbus-Prototyp | MEO     | Erfolg Zielorbit erreicht, Erststufenlandung fehlgeschlagen |

### Geplante Starts
Durch die mehrjährige Verzögerung bei der Entwicklung der Rakete ergeben sich Verschiebungen in der Startplanung; auch Stornierungen sind möglich. Im Folgenden sind daher nur Startaufträge wiedergegeben, die innerhalb der letzten 24 Monate erteilt oder bestätigt wurden.
| Flug Nr. | Datum (UTC) | Startplatz  | Nutzlast                  | Art der Nutzlast                        | Orbit 1    |
| -------- | ----------- | ----------- | ------------------------- | --------------------------------------- | ---------- |
| NG-2     | 2025        | CCSFS LC-36 | Escapade                  | zwei Marssonden                         | Fluchtbahn |
|          | 2025        | CCSFS LC-36 | Blue Moon MK1 Pathfinder  | Mondlander                              | LEO        |
|          | 2025        | CCSFS LC-36 | Elytra M1 Elana 42        | Raumschlepper CubeSats                  | LEO        |
|          | 2025–2026   |             | Bluebird Block 2          | Mobilfunksatelliten (mehrere Starts)    | LEO        |
|          | 2025–2030   |             | sieben USSF-Starts        | sieben USSF-Starts                      |            |
|          | ca. 2029    |             | Blue Moon MK2 (Artemis 5) | Mondlandefähre                          |            |
|          | [ 51 ]      |             | KuiperSat                 | Kommunikationssatelliten (12–27 Starts) | LEO        |

## Vergleich mit anderen Schwerlastraketen
Die folgenden Superschwerlast-Trägerraketen sind derzeit im Einsatz oder in Entwicklung. Eine historische Übersicht gibt die Liste der höchsten Trägerraketennutzlasten.
| Rakete       | Hersteller  | Stufen | Seitenbooster | max. Nutzlast     | max. Nutzlast      | wiederverwendbar                              | bemannte Missionen | orbitaler Erstflug             |
| Rakete       | Hersteller  | Stufen | Seitenbooster | LEO               | GTO                | wiederverwendbar                              | bemannte Missionen | orbitaler Erstflug             |
| ------------ | ----------- | ------ | ------------- | ----------------- | ------------------ | --------------------------------------------- | ------------------ | ------------------------------ |
| Starship     | SpaceX      | 2      | –             | > 250 t > 120 t 1 | > 21 t (> 100 t 2) | vollständig                                   | geplant            | Starlink v3, 2025 (angestrebt) |
| CZ-9         | CALT        | 2–3    | –             | > 150 t > 100 t 1 | > 50 t > 35 t 1    | Erststufe                                     | nicht geplant      | ca. 2033 (angestrebt)          |
| SLS Block 1B | Boeing      | 2      | 2             | > 105 t           | > 42 t             | nein                                          | geplant            | Artemis 4, 2028 (geplant)      |
| SLS Block 1  | Boeing      | 2      | 2             | > 095 t           | > 27 t             | nein                                          | geplant            | Artemis 1, 2022                |
| CZ-10        | CASC        | 3      | 2             | > 070 t           | > 25 t             | nein                                          | geplant            | 2027 (geplant)                 |
| Falcon Heavy | SpaceX      | 2      | 2             | > 064 t > 030 t 1 | > 27 t             | Erststufe, Seitenbooster, Nutzlastverkleidung | nicht geplant      | FH Demo, 2018                  |
| New Glenn    | Blue Origin | 2      | –             | > 045 t 1         | > 13 t 1           | Erststufe                                     | geplant            | 2025                           |